# Aleuroclava bulbiformi
Aleuroclava bulbiformi là một loài côn trùng cánh nửa trong họ Aleyrodidae, phân họ Aleyrodinae.
Aleuroclava bulbiformi được Qureshi miêu tả khoa học đầu tiên năm 1982.